# Luiz Felipe de Alencastro
Luiz Felipe de Alencastro (Itajaí, 1946) é um historiador e cientista político brasileiro, autor ou coautor de várias obras historiográficas.

## Formação
Durante a ditadura militar, quando ainda estudante na Universidade de Brasília, enfrentou diversos inquéritos policiais militares e, recebendo uma bolsa de estudos para a França, para lá se mudou, aos vinte anos.
Formou-se em História e Ciências Políticas no Institut d'études politiques d'Aix-en-Provence e doutorou-se em História na Universidade de Paris X - Nanterre. Ensinou nas universidades de Rouen e Paris-Vincennes (1975-1986). A partir de 1966 passou a usar o pseudônimo "Júlia Juruna" nos artigos de análise da política brasileira publicados no Jornal francês ‘Le Monde Diplomatique’.
Retornando ao Brasil, foi professor livre-docente e professor adjunto do Instituto de Economia da Universidade Estadual de Campinas e pesquisador sênior do Centro Brasileiro de Análise e Planejamento (1986-2000).
A partir de 2000, foi professor titular da cátedra de História do Brasil da Universidade de Paris-Sorbonne, membro da UMR 8596 do CNRS e diretor do Centre d'Etudes du Brésil et de l'Atlantique Sud da mesma universidade. Desde de 2014 é professor emérito da Universidade de Paris Sorbonne e professor da Escola de Economia da Fundação Getúlio Vargas de São Paulo, onde dirige o Centre de Estudos do Atlântico Sul. Mantém uma coluna no site de notícias do provedor UOL. Foi Andrew W. Mellon Senior Researcher na John Carter Brown Library, Brown University (2002 e 2004), professor visitante na Universidade de Salamanca (2008 e 2011) e na Universidade de Massachusetts Dartmouth (2012).
Desde 2011 é membro da seção de história e arqueologia da Academia Europaea, sediada em Londres, e que atua como Academia Europeia de ciências humanas, letras e ciências.

## Obras
Luiz Felipe de Alencastro, em uma de suas obras mais conhecidas, O Trato dos Viventes, procurou demonstrar que não havia uma metrópole, de um lado, que só explorava a colônia, e uma colônia, de outro, que só produzia para enriquecer a metrópole. Segundo ele, a escravidão e o tráfico negreiro criaram um vínculo entre comerciantes portugueses e luso-brasileiros e ambos acumularam fortunas com a exploração colonial.
Dentre os principais trabalhos do historiador, destacam-se:
- “História da Vida Privada no Brasil”, v. II “Império: a corte e a modernidade nacional”. São Paulo: Companhia das Letras, 1997 (organizador e redator de textos).
- “Um estadista do Império”, in L. Dantas Mota, Introdução ao Brasil – Um banquete nos trópicos. São Paulo: 1999.
- "O Trato dos Viventes: Formação do Brasil no Atlântico Sul, séculos XVI e XVII". São Paulo: Companhia das Letras, 2000.
- Rio de Janeiro, ville métisse, Rio de Janeiro, cidade mestiça, Ed. Chandeigne. Paris-São Paulo: Companhia das Letras, 2001 (coautor).